# Catedral basílica de la Natividad de la Santísima Virgen María (Sandomierz)
La Catedral Basílica de la Natividad de la Santísima Virgen María o simplemente Catedral de Sandomierz (en polaco: Bazylika katedralna Narodzenia Najświętszej Maryi Panny w Sandomierzu) es una catedral en Polonia que pertenece a la Iglesia Católica con un diseño de estilo gótico y que fue construida en 1360. La fachada barroca del templo data de 1670. Fue renovada en el estilo barroco en el siglo XVIII, y recibió el rango de catedral en 1818. Es la catedral de la diócesis de Sandomierz.
Esta catedral contiene una serie de cuadros integrados en paneles de madera en la iglesia que representan el Martirologio romano. El tercer cuadro muestra la escena que, según se afirma: «representa asesinatos rituales cometidos en Sandomierz por judíos en contra de niños cristianos».

## Véase también

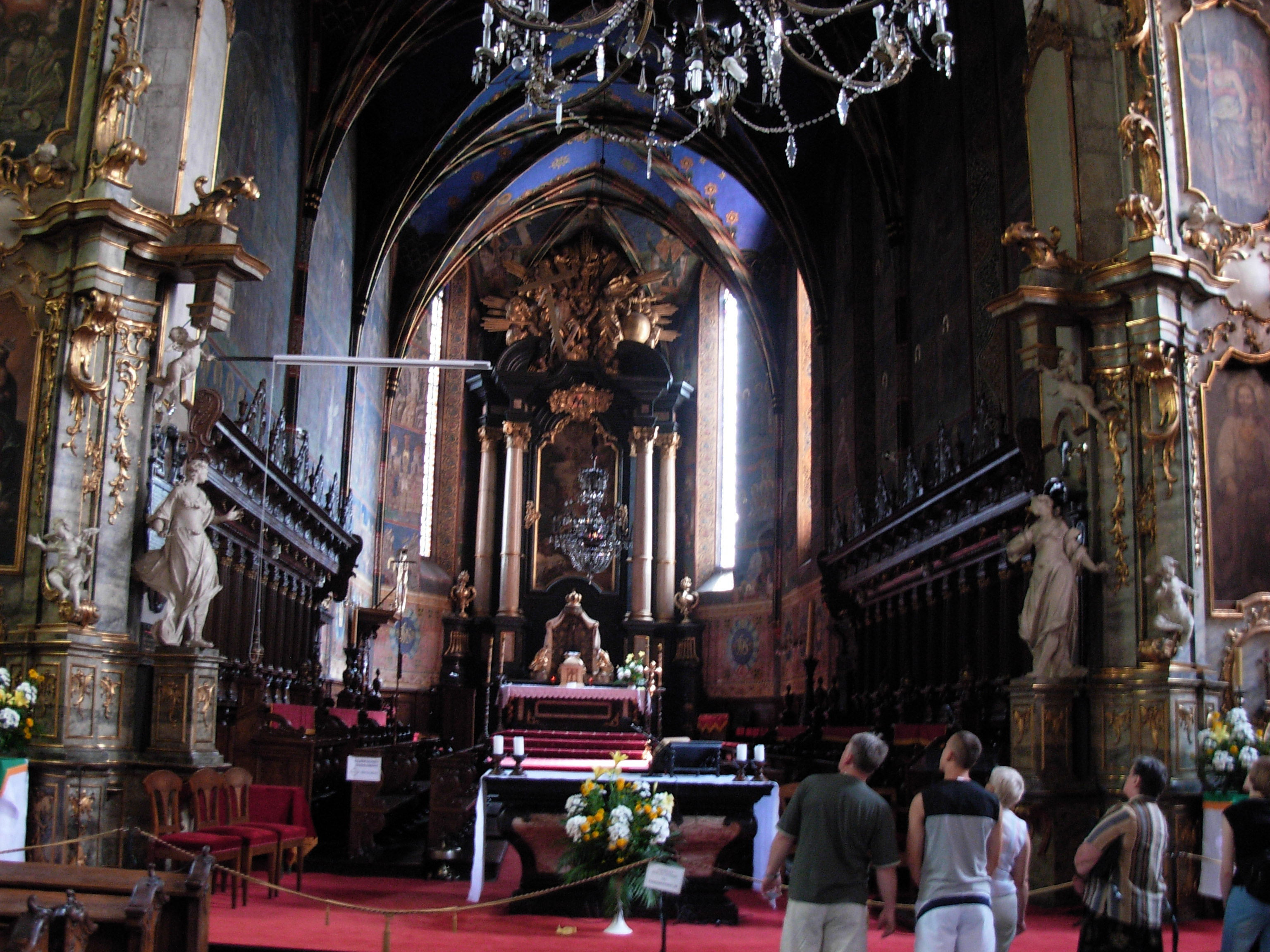
Vista interna